# Polykarp ze Smyrny
Svatý Polykarp ze Smyrny též řecky Polykarpos (asi 69 – 23. února 155/22. února 156 ve Smyrně, dnešní İzmir v Turecku) byl smyrnenský biskup a mučedník rané církve. Je počítán mezi apoštolské otce.

## Život a působení

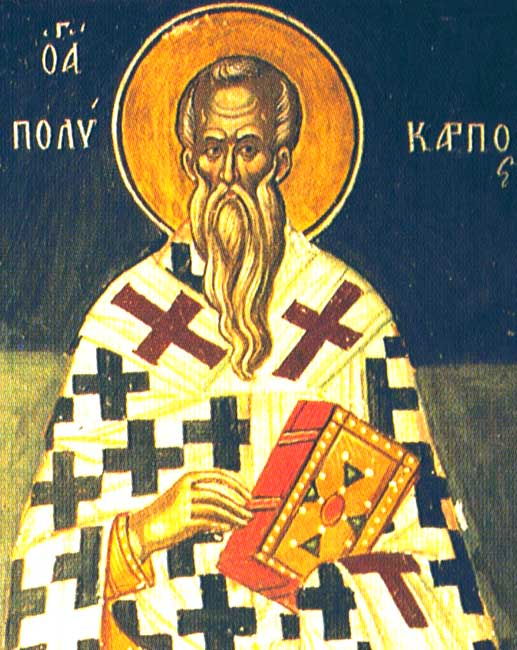
sv. Polykarp

Údaje o Polykarpově životě pocházejí zejména od Irenea (buďto přímo z jeho spisu „Proti herezím“, Adversus haereses, nebo zprostředkovaně v Církevních dějinách Eusebia z Caesereje). Irenej v listu Florinovi uvádí, že jej osobně viděl a slyšel při svém pobytu v Asii.
Víme, že Polykarp napsal před rokem 117 list Filipským, Ignác z Antiochie Polykarpovi adresoval jeden ze svých listů a zmiňuje se o něm i ve svých listech Efezanům a Magnesanům. Dochováno je také „Umučení Polykarpovo“, pojednávající o Polykarpově mučednické smrti ve Smyrně, a pozdní Vita Polykarpi, obsahující ovšem nejisté životopisné údaje.
Polykarp pořídil opisy ignatiovských dopisů, k nimž přičinil výše zmíněný vlastní list Filipským. Ten se dochoval řecky jen v prvních 9 kapitolách, ostatek latinsky.
Polykarp zřejmě patřil mezi učedníky Janovy (vede se diskuse, zda šlo o autora čtvrtého evangelia, tedy Jana Evangelistu či presbytera Jana, považovaného za autora např. 2. listu Janova) a setkal se i s dalšími křesťany, kteří viděli Ježíše Krista. Podle Tertulliána a Hieronyma jej tento Jan také ustanovil biskupem v Malé Asii. Polykarp se měl dožít vysokého věku, viz „Umučení Polykarpovo“ (Mart. Polyc. 9): „Osmdesát šest let sloužím (Kristu) a v ničem mi neukřivdil, jak mohu potupit svého Krále, jenž mne vykoupil?“
Polykarp navštívil Řím (rok 154), kde jednal s papežem Anicetem o datu slavení Velikonoc, neboť praxe maloasijských církevních obcí byla odlišná od praxe římské. K dohodě nedošlo, nicméně se měli rozejít v míru.
Polykarp spolu se svými bratry z Asie kladl svátek na 14. den židovského měsíce Nisanu, to jest na den prvního úplňku po jarní rovnodennosti. Římský sbor naopak slavil smrt Páně v pátek a vzkříšení v neděli, která nejblíže následovala po 14. Nisanu.
Zemřel jako mučedník (upálen) ve Smyrně, snad roku 155/6 (podle údaje v Umučení Polykarpa, Mart. Polyc. 21), nebo 167 (podle Eusebiovy Kroniky). Líčení jeho mučednické smrti se dochovalo v dopise smyrenské obce, adresovaném maloasijskému městu Filomélion. Dopis smyrenské obce (sepsaný zřejmě očitým svědkem nedlouho po Polykarpově smrti) je považován za jeden z prvních martyrologických textů, který se stal vzorem pro další texty tohoto žánru.

## Svátek
Sv. Polykarp je uctíván katolickou i pravoslavnou církví. Svátek sv. Polykarpa se v liturgii slaví 23. února.